# Silkeborg
 Ovo je glavno značenje pojma Silkeborg. Za druga značenja pogledajte Silkeborg (razdvojba).
Silkeborg je grad u i središte istoimene općine u središnjoj Danskoj, na poluotoku Jutland. Grad ima 41,300 stanovnika (2006.). Jezero Silkeborg Langsø, dijeli grad na sjeverni i južni dio. Jezero se na istočnoj strani grada pretvara u rijeku Gudenå.
Grad se nalazi u adminstrativnoj regiji Središnji Jutland (jednoj od ukupno pet na koje je podijeljena Danska nakon 1. siječnja 2007.g.).